# Atriplectididae
Atriplectididae zijn een familie van schietmotten. De familie kent vier geslachten.